# نيكي شابمان
نيكي شابمان (بالإنجليزية: Nicki Chapman)‏ هي مقدمة تلفزيونية بريطانية، ولدت في 14 يناير 1967 في هيرن باي في المملكة المتحدة.

## وصلات خارجية
- نيكي شابمان على موقع IMDb (الإنجليزية)
- نيكي شابمان على موقع ميوزك برينز (الإنجليزية)
- نيكي شابمان على موقع قاعدة بيانات الفيلم (الإنجليزية)